# Ro Tu-chol
Ro Tu-chol (en coréen : 로두철), né le 2 octobre 1950, est un homme politique nord-coréen. Il exerce les fonctions de vice-Premier ministre depuis avril 2009 et de président de la Commission de planification de l'État.
Lors de la visite de trois jours du Vice-Premier ministre russe Youri Troutnev à Pyongyang en mai 2014, il négocie au nom de la Corée du Nord et signe un accord ce coopération mutuelle avec Moscou.